# Gent–Wevelgem 2021
Das Straßenradrennen Gent–Wevelgem 2021 war die 83. Austragung des belgischen Eintagsrennens. Das Rennen fand am 28. März statt und war Teil der UCI WorldTour 2021.

## Teilnehmende Mannschaften und Fahrer
Neben den 17 UCI WorldTeams standen 6 UCI ProTeams am Start. Für jedes Team, mit Ausnahme von Astana-Premier Tech und Ineos Grenadiers, starteten sieben Fahrer. Von den 159 Fahrern erreichten 90 Fahrer das Ziel.
Nach dem positiven COVID-19-Test von Matthew Walls bei E3 Harelbeke war die Mannschaft Bora-Hansgrohe auch bei Gent-Wevelgem nicht startberechtigt. Das Trek-Segafredo-Team durfte aufgrund eines COVID-19-Falles ebenfalls nicht an den Start gehen.
Mit Alexander Kristoff (UAE Team Emirates), Greg van Avermaet (AG2R Citroën Team), John Degenkolb (Lotto-Soudal) und Edvald Boasson Hagen (Team Total Direct Énergie) standen vier ehemalige Gewinner des Rennens am Start.
In der Abwesenheit des Titelverteidigers Mads Pedersen (Trek-Segafredo) zählten Wout van Aert (Team Jumbo-Visma), Greg van Avermaet, Oliver Naesen (AG2R Citroën Team), Zdeněk Štybar, Yves Lampaert (beide Deceuninck-Quick Step), Sep Vanmarcke (Israel Start-Up Nation), Søren Kragh Andersen (Team DSM), Matteo Trentin (UAE Team Emirates) und Alberto Bettiol (EF Edukation First) zu den Sieganwärtern.
Ebenfalls zu den Favoriten zählten Sprinter wie Sam Bennett, Davide Ballerini (beide Deceuninck-Quick Step), Sonny Colbrelli (Bahrain-Victorious), Giacomo Nizzolo (Team Qhubeka Assos), Alexander Kristoff (UAE Team Emirates), Arnaud Démare (Groupama-FDJ) sowie Jasper Philipsen und Tim Merlier (beide Alpecin-Fenix).

## Streckenführung
Die Strecke führte über 248 km von Ypern (Menenpoort) durch die Flämischen Ardennen nach Wevelgem. Zunächst führte der Parcours durch Westflandern. Der nördlichste Punkt der Strecke wurde in der küstennahen Stadt Veurne erreicht. Anschließend folgten nach 150 Kilometern die ersten Anstiege. Insgesamt mussten 11 Hellingen (kurze Anstiege in Flandern) und 3 Schotterstraßen absolviert werden. Der bekannteste Anstieg des Rennens ist der Kopfsteinpflasteranstieg des Kemmelberg, der dreimal befahren werden musste. Die letzten 35 Kilometer des Rennens führen auf flachen Straßen von Kemmel über Ypern nach Wevelgem.
|                        | km    | Kopfsteinpflaster | Anstieg | Schotterstraße |
| ---------------------- | ----- | ----------------- | ------- | -------------- |
| Scherpenberg           | 150   |                   | ●       |                |
| Vidaigneberg           | 154   |                   | ●       |                |
| Baneberg               | 156   |                   | ●       |                |
| Monteberg              | 161   |                   | ●       |                |
| Kemmelberg (Belvedère) | 163   | ●                 | ●       |                |
| Hill 63                | 178   |                   |         | ●              |
| Christmas Truce        | 181   |                   |         | ●              |
| The Catacombs          | 183   |                   |         | ●              |
| Monteberg              | 193   |                   | ●       |                |
| Kemmelberg (Belvedère) | 195   | ●                 | ●       |                |
| Scherpenberg           | 202   |                   | ●       |                |
| Vidaigneberg           | 207   |                   | ●       |                |
| Baneberg               | 208   |                   | ●       |                |
| Kemmelberg (Ossuaire)  | 213   | ●                 | ●       |                |
| Ziel                   | 203,9 |                   |         |                |

## Rennverlauf
Nach dem Start setzten sich vier Fahrer ab. Aufgrund des starken Seitenwindes, der das Rennen prägte, teilte sich das Hauptfeld bei Kilometer 75 in drei Gruppen. Während die erste Gruppe rund um Wout van Aert (Jumbo-Visma), Sam Bennett (Deceuninck-Quick-Step), Sonny Colbrelli (Bahrain-Victorious), Michael Matthews (Team BikeExchange), Giacomo Nizzolo (Team Qhubeka Assos), Matteo Trentin (UAE Team Emirates) und Stefan Küng (Groupama-FDJ) zu der Fluchtgruppe aufschließen konnte, bildeten die beiden abgehängten Gruppen eine 45 Fahrer umfassende Verfolgergruppe, in der sich unter anderen Greg Van Avermaet (AG2R Citroën Team), Arnaud Démare (Groupama-FDJ), Zdeněk Štybar, Yves Lampaert (Deceuninck-Quick-Step) und Alexander Kristoff (UAE Team Emirates) befanden. Sep Vanmarcke (Israel Start-up Nation) gab das Rennen frühzeitig auf.
Auf der zweiten Auffahrt zum Kemmelberg, 55 Kilometer vor dem Ziel, zerfiel die Spitzengruppe durch eine Tempoverschärfung von Wout van Art. Er setzte sich mit seinem Teamkollegen Nathan Van Hooydonck (Jumbo-Visma), Matteo Trentin, Giacomo Nizzolo, Stefan Küng, Michael Matthews, Sonny Colbrelli, Sam Bennett und Dany Van Poppel (Intermaché-Wanty-Gobert Matériaux) von den restlichen Ausreißern ab. Ihr Vorsprung auf die Verfolgergruppe mit Greg Van Avermaet und Zdeněk Štybar betrug in etwa eine Minute.
Die Spitzengruppe fuhr geschlossen über die folgenden Anstiege, ehe auf der dritten und letzten Auffahrt zum Kemmelberg das Tempo durch Matteo Trentin und Wout van Aert erneut erhöht wurde, um den Sprinter Sam Bennett abzuhängen. Der Ire konnte jedoch nicht distanziert werden, und so nahmen die neun Fahrer die letzten 35 flachen Kilometer in Angriff. Der Vorsprung zur Verfolgergruppe blieb konstant bei etwa einer Minute.
16 Kilometer vor dem Ziel griff Nathan Van Hooydonck an. Während die meisten seiner Begleiter die Attacke schnell neutralisieren konnten, fielen Dany Van Poppel und Sam Bennett zurück und verloren den Anschluss zur Spitzengruppe. Im Finale griff Stefan Küng 2 Kilometer vor dem Ziel an, da er sich anders als seine Begleiter nicht auf seine Sprintfähigkeiten verlassen konnte. Er konnte sich aber nicht lösen und so führte Nathan Van Hooydonck die Spitzengruppe auf die Zielgerade. Im Sprint setzte sich Wout van Aert vor Giacomo Nizzolo und Matteo Trentin durch. Die Verfolgergruppe um Greg Van Avermaet erreichte das Ziel mit eineinhalb Minuten Rückstand.

## Rennergebnis
| Platz | Fahrer               | Nation | Team                      | Zeit                   |
| ----- | -------------------- | ------ | ------------------------- | ---------------------- |
| 01.   | Wout van Aert        | BEL    | Team Jumbo-Visma          | 5:45:11 h (43,46 km/h) |
| 02.   | Giacomo Nizzolo      | ITA    | Team Qhubeka Assos        | "                      |
| 03.   | Matteo Trentin       | ITA    | UAE Team Emirates         | "                      |
| 04.   | Sonny Colbrelli      | ITA    | Bahrain-Victorious        | "                      |
| 05.   | Michael Matthews     | AUS    | Team BikeExchange         | "                      |
| 06.   | Stefan Küng          | SUI    | Groupama-FDJ              | "                      |
| 07.   | Nathan Van Hooydonck | BEL    | Team Jumbo-Visma          | + 0:03 min             |
| 08.   | Dylan van Baarle     | NED    | Ineos Grenadiers          | + 0:52 min             |
| 09.   | Anthony Turgis       | FRA    | Team Total Direct Énergie | + 0:54 min             |
| 10.   | Gianni Vermeersch    | BEL    | Alpecin-Fenix             | + 1:25 min             |